# Diego Mariño
Diego Mariño Villar (* 9. května 1990 Vigo) je španělský profesionální fotbalový brankář, který chytá za španělský klub UD Almería. Je také bývalým španělským mládežnickým reprezentantem.

## Reprezentační kariéra

### Mládežnické reprezentace
Diego Mariño působil v mládežnických reprezentacích Španělska. S týmem do 21 let vyhrál roku 2011 Mistrovství Evropy U21 v Dánsku, když Španělé zvítězili ve finále nad Švýcarskem 2:0. 

S jedenadvacítkou vyhrál i následující Mistrovství Evropy hráčů do 21 let 2013 v Izraeli, kde mladí Španělé porazili ve finále Itálii 4:2.
V létě 2012 byl napsán na soupisku pro Letní olympijské hry 2012 v Londýně. Španělsko (které mělo na soupisce i hráče z A-mužstva) zde bylo po vítězství na EURU 2012 největším favoritem, ale po dvou prohrách 0:1 (s Japonskem a Hondurasem) a jedné remíze s Marokem (0:0) vypadlo překvapivě již v základní skupině D. Na turnaji neodchytal ani jeden zápas, byl náhradníkem Davida de Gey.